# 皮亞特拉紹伊穆盧伊鄉
46°50′N 26°26′E / 46.833°N 26.433°E
皮亞特拉紹伊穆盧伊鄉（羅馬尼亞語：Comuna Piatra Șoimului, Neamț），是羅馬尼亞的鄉份，位於該國東北部，由尼亞姆茨縣負責管轄，面積145平方公里，海拔高度343米，2007年人口8,395，人口密度每平方公里58人。